# Fosco Maraini

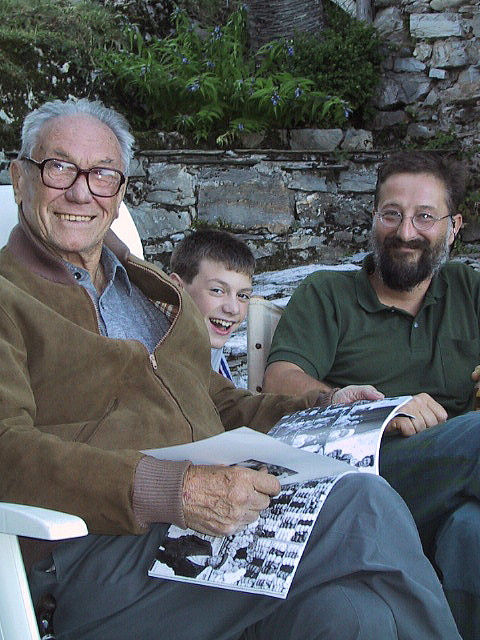

Fosco Maraini (* 15. November 1912 in Florenz; † 8. Juni 2004 ebenda) war ein italienischer Anthropologe, Ethnologe, Schriftsteller und Fotograf.

## Biografie
Als Fotograf war Maraini hauptsächlich für seine Tätigkeiten in Tibet und Japan bekannt. Seine Aufnahmen des Ainu-Volks in Hokkaidō gelten als historische Dokumentierung einer Urkultur. Für seine künstlerischen Aufnahmen erhielt er im Jahr 2002 eine Anerkennung der Photographic Society of Japan. Letztere erkannte ebenfalls Marainis jahrelange Anstrengungen zur Förderung der Beziehungen zwischen Japan und Italien an. Maraini fotografierte auch im Karakorum, im Hindukusch, in Südostasien und in Süditalien. Als Anthropologe und Ethnologe wurde er insbesondere für seine zwei Reisen mit dem Tibetologen Giuseppe Tucci in den Jahren 1937 und 1948 berühmt. Als Bergsteiger ist er für seine Expeditionen im Himalaya bekannt.
Den Zweiten Weltkrieg verlebte er in Japan, wo er nach dem Seitenwechsel Badoglios als einer der wenigen „unzuverlässigen“ italienischen Zivilisten in einem Lager in Nagoya-Tempaku (名古屋市天白区) ab September 1943 interniert wurde. Aus Protest gegen die schlechte Versorgungslage hackte er sich den kleinen Finger der linken Hand ab und warf ihn seinen Bewachern hin.
Die Schriftstellerin Dacia Maraini und die Kunsthistorikerin Toni Maraini sind seine Töchter.

## Schriften
Maraini hat über zwanzig Bücher geschrieben:
- Secret Tibet (1952)
- Ore Giapponesi (1959)
- G4-Karakorum (1959)
- Meeting with Japan (1960)
- Paropàmiso (1960)
- L’Isola delle Pescatrici (1960)
- Tokyo (1976)
- The Island of the Fisherwomen (1962)
- Gnosi delle Fànfole (1994)
- Nuvolario (1995)
- Case, amori, universi (2000)

## Anerkennungen
- Photographic Society of Japan, Internationale Anerkennung, 2002[7]
- Japan Foundation Anerkennung, 1986[8]
- Orden der Aufgehenden Sonne 3. Klasse, 1982[9]
- International Society to Save Kyoto’s Historic Environment (ISSK), erster Honorarpräsident